# Xerulaceae
Xerulaceae is een kleine familie van schimmels uit de orde Agaricales. 
Vroeger werden de soorten die nu bij de Xerulaceae worden ingedeeld tot de familie Tricholomataceae gerekend, maar genetisch onderzoek heeft aangetoond dat er verschil in weefsel tussen de twee families bestaat.
De familie bestaat enkel uit het geslacht Rhizomarasmius.